# Democrat in name only
Democrat in name only (častěji zkráceně DINO) je pejorativum, které používají někteří politici Demokratické strany k označení svých spolustraníků za účelem poukázat na jejich postoje, které z jejich pohledu připomínají spíše politiku Republikánské strany. Termín je protikladem označení Republican in name only používaným některými republikány. V porovnání s pejorativem pro republikány RINO ale není pojem DINO používán tak frekventovaně; častěji je nahrazován alternativami souvisejícími s označením centristických či liberálně konzervativních demokratů jako členů tzv. Koalice modrého psa. Například senátor Angus King byl médii naopak označen jako "Independent in name only", tedy jako nezávislý kandidát, který ale v tomto kontextu ve skutečnosti hlasuje prakticky zcela totožně jako členové Demokratické strany.
Poprvé byl termín použit v roce 1920, když jím byl označen demokratický senátor Thomas E. Watson. V současnosti lze nalézt příklad použití pojmu například v říjnu 2021, kdy jím britský deník The Guardian označil Joa Manchina a Kyrsten Sinemovou, kteří odmítli podpořit tzv. Build Back Better Act předložený prezidentem Joem Bidenem.